# Jindřich V. Sálský
Jindřich V. (11. srpna 1086 – 23. května 1125) byl synem Jindřicha IV. a císařem Svaté říše římské. Patřil k Sálské dynastii (označované též jako dynastie Jindřichovců).

## Život

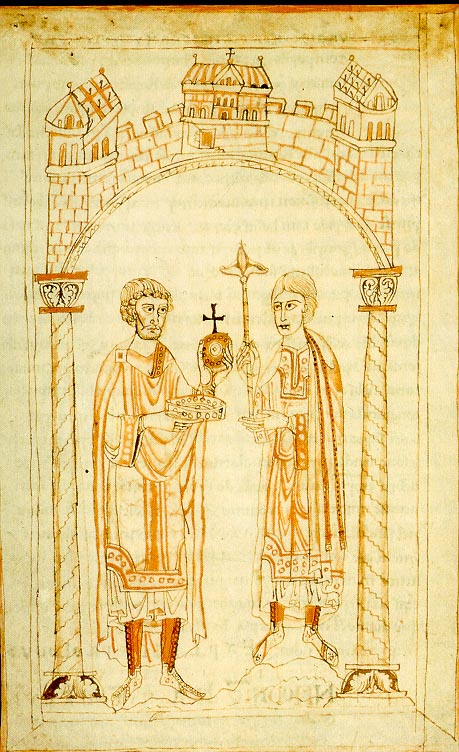
Jindřich IV. (vlevo) a jeho syn Jindřich V. (vpravo).

Jindřich byl korunován už v roce 1098, roku 1104 se postavil proti otci, zajal jej a donutil vzdát se trůnu. Dalšímu boji mezi otcem a synem zabránila Jindřichova smrt v roce 1106. Roku 1106 se tak stal Jindřich V. římským králem, avšak císařskou korunu získal až roku 1111. Nejprve však Jindřich V. Sálský se svým vojskem, v jehož čele stál Jindřich Haupt (Heinricus Caput / Heinrich Haupt), dne 12. února 1111 zajal papeže a přítomné kardinály a biskupy, aby je 2 měsíce držel v zajetí, dokud papež nesvolil ke korunovaci Jindřicha V. Sálského za císaře Svaté říše římské.
Roku 1109 podnikl pod záminkou ochrany práv aspiranta na polský knížecí stolec Zbyhněva, bratra Boleslava III. Křivoústého, výpravu do Polska, ale byl poražen v bitvě na Psích polích u Hlohova. V lednu 1110 na setkání v Rokycanech potvrdil vládu českého knížete Vladislava I.
Nejprve, stejně jako otec, prosazoval protipapežskou politiku. Nakonec však s církví v roce 1122 uzavřel tzv. konkordát wormský – důležitý mezník, oficiálně zakončující boje o investituru. V této smlouvě se Jindřich V. a papež Kalixtus II. dohodli na kompromisu ohledně práva ustanovovat církevní hodnostáře. Ty nadále vybíral papež, ale jen za přítomnosti císaře. Papež pak zvolenému hodnostáři předal prsten (symbol církevní moci) a císař předával žezlo (symbol moci světské). Ani tato dohoda ale neznamenala konec sporům mezi papeži a císaři.

## Konec Sálské dynastie
Jindřich V. se v roce 1114 v Mohuči oženil s Matyldou Anglickou, ale zemřel bez potomků a to znamenalo i konec vládnoucí dynastie. Srdce a vnitřnosti panovníka byly pochovány v katedrále sv. Martina v Utrechtu a zbytek pozůstatků ve Špýru.